# Powerfuel
Powerfuel plc é uma empresa britânica produtora de energia elétrica à base de carvão. Em abril de 2007 anunciou planos de construir uma usina IGCC de 900MW utilizando tecnologia da Shell.